# ملعب فيليكس كابريلس
ملعب سودأمريكانو فيليكس كابريلس هو ملعب متعدد الأغراض في كوتشابامبا، بوليفيا. وهو يستخدم حاليا في الغالب لمباريات كرة القدم. وتبلغ السعة القصوى للملعب 32 ألفا. وهو الملعب الرئيسي لنادي خورخي ويلسترمان ونادي أورورا. كما أنه يستخدم لحفلات أكبر، والمسيرات السياسية، وغيرها من المناسبات العامة التي تقام في مدينة كوتشابامبا.